# ТЕС Педдапурам
17°2′31″ пн. ш. 82°8′22″ сх. д. / 17.04194° пн. ш. 82.13944° сх. д.
ТЕС Педдапурам – електростанція у індійському штаті Андхра-Прадеш.
У 2002 році на майданчику станції став до ладу парогазовий блок комбінованого циклу потужністю 220 МВт, в якому газова турбіна потужністю 142 МВт живить через котел-утилізатор одну парову турбіну з показником 78 МВт.
ТЕС спорудили з розрахунку на використання природного газу, який надходить по перемичці довжиною 8 км та діаметром 450 мм із системи Татіпака – Какінада. В 21 столітті на тлі зростання споживання та падіння видобутку в Індії виник дефіцит блакитного палива, що впливає на об’єкти електрогенерації. Так, в перші 10 місяців 2022/2023 бюджетного року ТЕС Педдапурам взагалі не працювала.  
Проект реалізували через Reliance Energy Group, яка належить до конгломерату Reliance Group.